# Kyla Brox
Kyla Brox (* 3. Juni 1980 in Stockport, Greater Manchester, England) ist eine britische Blues- und Soul-Sängerin und Songwriterin.

## Biografie
Kylas Vater ist der Blues-Sänger Victor Brox, ihre Mutter ist Annette Brox, die in der Originalinszenierung des Musicals Jesus Christ Superstar das Mädchen am Feuer (maid by the fire) spielte, während Victor als Kaiphas dabei war.
1992 stand Kayla im Alter von 12 Jahren erstmals mit ihrem Vater auf der Bühne. Bald darauf wurde sie festes Mitglied der Tourband ihres Vaters, „Victor Brox Blues Train“. Mit dabei waren unter anderem Danny Blomeley am Bass, wie Kyla ebenfalls erst 13 Jahre alt, Kylas 4 Jahre älterer Bruder Sam und der 19-jährige Phil Considine am Schlagzeug. Wegen des jugendlichen Alters der Mitglieder wurde die Band scherzhaft „Kindersklavengruppe“ (child slavery band) genannt.
Kyla und Danny gründeten 2001 ein Duo, aus dem sich schließlich die Kyla Brox Band entwickelte, bestehend aus Kyla Brox (Gesang, Flöte), Marshall Gill (Gitarre), Tony Marshall (Saxofon), Danny Blomeley (Bass) und Phil Considine (Schlagzeug). Nach ihren Anfängen in Pubs und Clubs im Nordwesten Englands und Erfolgen auf Festivals tourten sie mehrfach in Australien und den USA.
2008 heirateten Kyla Brox und Danny Blomeley.
2019 gewann sie auf den Azoren den European Blues Award.

## Diskografie

### Solo
- 2003: Window (Selbstverlag)
- 2003: Beware (Selbstverlag)
- 2004: Coming Home (als Kyla Brox Band, Pigskin CD02)
- 2006: Live at Matt and Phred’s (als Kyla Brox Band) (Selbstverlag)
- 2007: Gone (Pigskin, PIGCD01)
- 2009: Grey Sky Blue (Pigskin, PIGCD03)
- 2014: LIVE....At Last (Pigskin, PIGCD04)
- 2016: Throw Away Your Blues (Pigskin)
- 2019: Pain & Glory (Pigskin)

### Mit Victor Brox
- 1998: Kyla Jane & Victor With The Brox Gang
- 2000: Darwin Night Train, als Victor Brox Blues Train
- 2001: Belly Shiver (Bridgetown Blues), als Victor and Kyla Brox
- 2009: Frog in Mah Pocket!, als Victor ‚Pur & Dur’ & Kyla ‚Raving Jane’ Brox